# Miliegræs (slægt)
Miliegræs (Milium) er en slægt med to-tre arter, som er udbredt i Østasien, Nordamerika og Europa. Det er en- eller flerårige urter med en tueformet vækst. Bladene er flade, ovehængende og linjeformede. Blomsterne bæres i åbne, endestillede toppe på særlige stængler. De enkelte blomster er uregelmæssige og reducerede som altid hos græsser. Frugterne er nødder.
Her beskrives kun den ene art, som er vildtvoksende i Danmark.
| Beskrevne arter |

- Miliegræs (Milium effusum)

| Andre arter |

- Milium vernale